# 세라 펠버바움
세라 펠버바움(Sarah Felberbaum, 1980년 3월 20일 ~ )은 이탈리아의 배우이다.